# Гексацианокобальтат(II) калия
Гексацианокобальтат(II) калия — неорганическое соединение, комплексная соль металлов кобальта, калия и синильной кислоты с формулой K4[Co(CN)6],
фиолетовые кристаллы,
растворяется в воде.

## Получение
- Растворение цианида кобальта(II) в растворе цианистого калия в инертной атмосфере:

{\displaystyle {\mathsf {Co(CN)_{2}+4KCN\ {\xrightarrow {}}\ K_{4}[Co(CN)_{6}]}}}

## Физические свойства
Гексацианокобальтат(II) калия образует фиолетовые кристаллы.
Устойчив в твёрдом состоянии без доступа кислорода.
Хорошо растворяется в воде, водный раствор неустойчив, легко окисляется.
Не растворяется в этаноле, диэтиловом эфире.

## Химические свойства
- Водный раствор легко окисляется кислородом:

{\displaystyle {\mathsf {4K_{4}[Co(CN)_{6}]+O_{2}+2H_{2}O\ {\xrightarrow {}}\ 4K_{3}[Co(CN)_{6}]+4KOH}}}
- Реагирует с галогенами:

{\displaystyle {\mathsf {2K_{4}[Co(CN)_{6}]+Cl_{2}\ {\xrightarrow {}}\ 2K_{3}[Co(CN)_{6}]+2KCl}}}
- В отсутствие воздуха реагирует с водой:

{\displaystyle {\mathsf {2K_{4}[Co(CN)_{6}]+2H_{2}O\ {\xrightarrow {}}\ 2K_{3}[Co(CN)_{6}]+2KOH+H_{2}}}}